# Station Chocianów
Station Chocianów is een spoorwegstation in de Poolse plaats Chocianów.